# Medway (rijeka u Kentu)
 Ovo je članak o rijeci Medway. Za druga značenja pogledajte Medway (razdvojba).
Rijeka Medway (engleski: me'dwei) je rijeka u jugoistočnoj Engleskoj koja izvire između Turners Hilla i East Grinsteada i teče 113 km do grada Sheerness, u grofoviji Kent gdje, formira svoj estuarij koji se sjedinjuje s estuarijem rijeke Temze te zajedno utječu u Sjeverno more. Na svom putu do ušća pravi prolaz kroz greben južno od Maidstona i još veći kroz vapnenačka brda North Downs 
između Maidstonea i Rochestera, gdje meandri graniče s tvornicama papira i cementarama. Nekih 20 km prije Rochestera njeno upušteno korito omogućava plovidbu čamaca sve do ušća. Oko 21 km rijeke prolazi kroz Sussex, dok je preostalih 92 km u Kentu.

## Etimologija
Medway je kroz povijest bio poznat i kao Medwege. Drevni Briti su rijeci Medway dali ime Vaga. Kasnije su Sasi dodali slog mad, što je značilo "sredina", jer je rijeka tekla sredinom kraljevstva Kent,  Mad + Vaga iz čega je vremenom nastala složenica Madway.

## Povijest
Područje koje se proteže cijelom dužinom rijeke Medway obiluje nalazištima koja sežu daleko u prošlost i od velike su povijesne važnosti. U području oko Aylesforda otkriveno je značajno nalazište iz kamenog doba Medwayski megaliti, koji čine skupinu neolitičkih komornih grobnica, uključujući Coldrum Stones poznatih i kao Coldrum Long Barrow te Kit's Coty House. Uz rijeku su pronađeni ukrasi i čaše iz brončanog doba; ostala groblja i nalazišta potječu iz predrimskog željeznog doba. Rimljani su ostavili dokaze o mnogim vilama u donjoj dolini rijeke Medway a kasnije su pronađena i mjesta gdje su pokapani Juta.
Knjiga Sudnjeg dana bilježi mnoga vlastelinstva u dolini rijeke Medway. Dvorci su postali značajno obilježje krajolika, uključujući dvorce Rochester, Allington, Leeds (blizu Maidstonea) te West Malling povijesni tržni grad u Tonbridge and Mallingu.
Na rijeci Medway su se kroz povijest vodile dvije vojne operacije i nazvane su po ovoj rijeci: Bitka na Medwayu (43. g. A.D., tijekom rimske invazije na Britaniju); i Napad na Medway, 1667. za vrijeme Drugog anglo-nizozemskog rata.
1914. brod kraljevske ratne mornarice HMS Bulwark eksplodirao je dok je bio privezan na mjestu Kethole Reach blizu Sheernessa, usmrtivši 741. muškarca sa samo 12 preživjelih. Sljedeće godine 27. svibnja 1915. HMS princeza Irena eksplodirao je i potonuo u Sheernessu, usmrtivši 352. ljudi.
U rijeci Medway je 1942. izvedeno prvo testiranje podmorskog naftovoda na svijetu. Naftovod je proveden kroz korito rijeke Medway u Operaciji Pluto (kratica od Pipe-Lines Under the Ocean - cjevovod ispod oceana). Operacija Pluto bila je operacija britanskih inženjera, naftnih kompanija i britanskih oružanih snaga iz Drugog svjetskog rata koja je za cilj imala izgradnju podmorskog naftovoda ispod La Manchea između Engleske i Francuske.

## Vodenice
Snaga Medveja iskorištavana je cijelo tisućljeće ili čak i više. Vodeni kotači i turbine koje pokreću vode Medwaya i njegovih pritoka korišteni su za mljevenje kukuruza, izradu papira, izradu platna, topljenje željeza, pumpanje vode i proizvodnju električne energije. Na Medwayu postoji preko 200 mjesta na kojima je poznata takva upotreba. Danas je ostao samo jedan mlin koji radi u komercijalne svrhe.

## Poplave
Srednji dio Medweja iznad Tonbridgea, dijelom zbog različitih pritoka koje se na ovom potezu ulijevaju u rijeku - posebno Eden - uvijek je bio izložen velikim poplavama. Tonbridge je tijekom stoljeća trpio česte poplave, toliko da se viši dio grada na sjeveru naziva "Dryhill" (suho brdo). Stoga su poduzete mjere zaštite od poplave: 1981. godine nizvodno od Leigha izgrađena je zaštitna barijera koja uspješno štiti Tonbridge od poplava, koji je bio teško pogođen poplavom 1968. Tijekom razdoblja visokog vodostaja protok se kontrolira usisavanjem vode i omogućavanjem do 2,6 km2 poljoprivrednog zemljišta uzvodno od barijere da popliva. Međutim, to nije spriječilo značajno plavljenje Tonbridge u zimi 2013./2014.

## Galerija
- Medway teče kroz Tonbridge u mnogim kanalima. Jugoistočna glavna linija željeznice prelazi Medway.
- Potok Botany-još jedan kanal u Tonbridge.
- Dvorac Tonbridge iz 1066.
- Rijeka Medway protječe pored dvorca Tonbridge i prolazi ispod Big Bridge.
- Ustava u Yaldingu
- Čamci usidreni u Medwayu kod Aylesforda
- Srednjovjekovni most u Aylesfordu
- Grain i Thamesport, iz Horrid Hilla, Gillingham.
- The Grain Tower u oseci.
- Ušće Medwaya, gledano od Grain do Sheerness.
- Isle of Grain i Medway estuarij iz zraka
- Allington brana i vrata ustave